# Constant Tamboucha
Constant Tamboucha (ur. 3 maja 1976) – piłkarz gaboński grający na pozycji pomocnika lub napastnika.

## Kariera klubowa
W swojej karierze piłkarskiej Tamboucha grał w klubach ze stolicy kraju Libreville: FC 105 Libreville (1995-2003) i TP Akwembe (2004). Wraz z FC 105 czterokrotnie wywalczył mistrzostwo Gabonu (1997, 1998, 1999, 2001) i jeden raz wygrał Coupe du Gabon Interclubs (1996).

## Kariera reprezentacyjna
W reprezentacji Gabonu Tamboucha zadebiutował w 1995 roku. W 1996 roku został powołany do kadry na Puchar Narodów Afryki 1996. Na tym turnieju rozegrał trzy spotkania: z Liberią (1:2), z Demokratyczną Republiką Konga (0:2) i ćwierćfinale z Tunezją (1:1, k. 1:4).
W 2000 roku Tamboucha został powołany do kadry na Puchar Narodów Afryki 2000. Tam był rezerwowym i nie wystąpił ani razu.